# Зоофобія
Зоофобія (від дав.-гр. ζῷον — «тварина» і дав.-гр. φόβος — «страх») — клас конкретних фобій, пов'язаних з певними видами або групами тварин. Не існує «зоофобії», як боязні тварин загалом, нав'язливий страх і тривога завжди пов'язані з конкретним видом тварин (наприклад, кінофобія — боязнь собак), їх класом (наприклад, герпетофобія — боязнь плазунів) чи групою (агрізоофобія — боязнь диких тварин).
Зігмунд Фрейд описував зоофобію як один із найрозповсюджених неврозів у дітей.